# Heat deflection temperature
Si definisce heat deflection temperature la temperatura alla quale è possibile sollecitare un polimero o una plastica per un breve periodo. La prova necessaria a determinare il valore della HDT è definita dalle norme ISO 75 e ASTM D648.

## Determinazione del valore
La determinazione del valore qui riportata è quella contenuta nella norma ASTM D648. 
La sollecitazione che verrà indotta sul provino sarà un carico a flessione su 3 punti. A questo punto è necessario applicare al provino, nella zona delle fibre sottoposte a sollecitazione, un carico pari a 455 Pa o 1,82 MPa. Una volta ottenuto tale valore di sforzo, la norma prevede di scaldare il provino di 2 °C al minuto. La temperatura alla quale il provino raggiunge una inflessione di 0,25 mm è la HDT (in italiano, temperatura di inflessione per calore).
Per materiali a comportamento elastico, o che per gli sforzi sopra citati hanno un comportamento elastico, vale la legge di Hooke, per cui θ = Eε (ε deformazione, θ sforzo); sostituendo a θ prima 1,82 MPa e poi 0,455 MPa, e sostituendo a ε 0,002 (poiché, vista la geometria del provino, una inflessione di 0,25 mm implica una deformazione percentuale di 0,2%) , si ottiene un valore di E che vale circa 900 MPa per un carico di 1,82 MPa, mentre si ha che E vale circa 225 MPa per l'altro carico.
Quindi per i materiali a comportamento elastico si nota che la HDT è il valore di temperatura alla quale la rigidezza assume i valori sopra determinati.
Per i materiali amorfi si ha che la HDT corrisponde circa alla temperatura di transizione vetrosa del polimero; per materiali semicristallini si ha che la HDT è compresa tra la temperatura di transizione vetrosa e la temperatura di fusione del materiale, ed è influenzata dal grado di cristallinità e dalla presenza di eventuali cariche rinforzanti.

## Tipici valori di HDT (1,82 MPa) per polimeri
| Polimero | HDT [°C]  | Tg [°C] | Tm [°C] |
| -------- | --------- | ------- | ------- |
| PP       | 60 ÷ 80   | -100    | 135     |
| HDPE     | 60 ÷ 80   | -10     | 165     |
| PA6,6    | 60 ÷ 250  | 50      | 265     |
| PVC-U    | 60 ÷ 75   | 85      | -       |
| PS       | 65 ÷ 95   | 100     | -       |
| PC       | 135 ÷ 145 | 150     | -       |